# 279 (číslo)
Dvě stě sedmdesát devět je přirozené číslo, které následuje po čísle dvě stě sedmdesát osm a předchází číslu dvě stě osmdesát. Římskými číslicemi se zapisuje CCLXXIX a řeckými číslicemi σοθ.

## Matematika
279 je:
- Deficientní číslo
- Nešťastné číslo
- Nepříznivé číslo

## Astronomie
- (279) Thule je planetka hlavního pásu, kterou objevil v roce 1888 Johann Palisa

## Doprava
- Silnice II/279 je česká silnice II. třídy vedoucí na trase Podhora – Svijany – Horní Bousov – Dolní Bousov – Domousnice – Mcely[1][2][3][4][5][6]

## Ostatní
- 279 je počet dílů seriálu Teorie velkého třesku

## Roky
- 279
- 279 př. n. l.